# Baldassare Cittadella
Baldassare Cittadella (né en 1603 à Lucques, en Toscane, mort en mer le 3 décembre 1651 au large de Goa, Inde) était un prêtre jésuite italien de la première moitié du XVIIe siècle, qui fut missionnaire en Chine.

## Biographie
En 1635, Baldassare Cittadella arrive à Macao, pour prendre la direction du séminaire et s'occuper plus particulièrement des Chinois nouvellement baptisés.
Il meurt le 3 décembre 1651 en mer, au large de Goa (Inde), au cours d'un voyage vers Rome.

## Sources
- (en) Cet article est partiellement ou en totalité issu de l’article de Wikipédia en anglais intitulé « Baldassare Cittadella » (voir la liste des auteurs).